# Natasha Kai
Natasha Kai (Havaí, 22 de maio de 1983) é uma futebolista estadunidense que atua como atacante do Sky Blue FC e da Seleção de Futebol Feminino dos Estados Unidos. É uma das mais famosas atletas do sexo feminino do Havaí, onde estreou na Universidade do Havaí e foi a "Jogadora do Ano" três vezes.

## Biografia
Kai integrou a selecção principal dos Estados Unidos em 2006, estreando-se no Campeonato do Algarve, em Portugal, onde marcou logo nos seus dois primeiros jogos, contra a Dinamarca e a França. Com este feito, tornou-se a quarta jogadora da história norte-americana de futebol, a marcar nos dois primeiros jogos.
É também muito conhecida pelas inúmeras tatuagens, cerca de 46, por todo o corpo.

Kai frequentemente fala sobre o facto de ser homossexual, sendo uma das apenas duas individualidades "gay" da equipa do Estados Unidos dos Jogos Olímpicos de 2006.